# José Reinoso
José Reinoso (* 24. September 1971 in Carmelo) ist ein uruguayischer Jazzmusiker (Piano, auch Gitarre, Arrangement, Komposition).

## Leben und Wirken
Reinoso, der als Autodidakt zur Musik kam, studierte von 1990 bis 1994 klassisches Piano in Montevideo, um sich dann bis 1996 am Berklee College of Music weiterzubilden.
Reinoso, der anschließend nach Uruguay zurückkehrte und mit Luis Salinas, Gustavo Bergalli, Chico Novarro, Juan Cruz de Urquiza, Osvaldo Fattoruso und Nicolàs Reinoso arbeitete, trat mehrfach beim Montreux Jazz Festival, bei Jazz à Vienne und Jazz à Juan auf. Seit 1999 lebte und arbeitete er in Barcelona. Er begleitete Mayte Martín, Perico Sambeat, Marcelo Mercadante & Quinteto Porteño, Alfonso Carrascosa & Segundo Cónclave, Raynald Colom, Rodrigo Flores & Gardelia und Marc Ayza. 2001 gründete er das Ensemble Repique, das sich dem lateinamerikanischen Jazz widmete; in den letzten Jahren trat er vor allem mit seinem Trio auf. Seit 2002 legte er mehrere Alben unter eigenem Namen vor, veröffentlichte aber auch im Duo mit Antonio Serrano. 2015 wurde er von der Jury der Premios Graffiti für seine musikalische Arbeit mit Jugendlichen in seiner Geburtsstadt besonders erwähnt.

## Diskographische Hinweise
- José Reinoso & Repique Candombe Influenciado (2004)
- José Reinoso & Horacio Fumero Tuya Siempre (DRO 2007)
- Tango Jam (2010, mit Horacio Fumero, Diego Piñera sowie Marcelo Mercadante und Guillermo Calliero)